# Der Garten im Brunnen
Der Garten im Brunnen ist ein Märchen. Es stand in Ludwig Bechsteins Deutsches Märchenbuch nur in frühen Auflagen.

## Inhalt
Die böse Stiefmutter setzt die Kinder im Wald aus, doch der Bub knickt Zweige und streut Erbsen als Wegmarkierung. Sie wirft ihn in den Brunnen. Unten ist ein Garten. Ein Baum wirft Äpfel, ein zweiter Gold auf ihn. Ein Männchen weist ihm den Weg hinauf: Er hängt sich an den Eimer, mit dem seine Schwester Wasser schöpft. Sie geht auch hin. Reich kommen sie heim. Die Stiefmutter schickt ihren eigenen Sohn Kasperle, doch die Äpfel fallen ihm auf den Kopf, der Apfel hat einen Wurm, Pech trieft herab. Sie will es im Ofen abschmelzen, verbrennt ihn und stirbt selbst vor Gram.

## Herkunft
Bechstein vermerkt zur Herkunft „Mündlich in Franken“ und nennt vergleichend Hänsel und Gretel, Die Goldmaria und die Pechmaria, Frau Holle und (wohl zum Gedicht) Aschenputtel. Vgl. Giambattista Basiles Die drei Feen.